# کلاف سردرگم
کلاف سردرگم (انگلیسی: A Tangled Web) نام یک رمان کانادایی به نویسندگی لوسی ماد مونتگومری است که در سال ۱۹۳۱ به چاپ رسید. این رمان از معدود کتاب‌هایی است که لوسی ماد مونتگومری برای بزرگسالان نگاشته است.
داستان کلی آن دربارهٔ دو خانوادهٔ بزرگ «پن‌هالو» و «دارک» است که طی سالیان متمادی، ۶۰ عضو هر یک با ۶۰ عضو دیگری پیوند زناشویی بسته‌اند و اینک پس از سال‌ها، شبکهٔ درهم پیچیده‌ای از عواطف و روابط خانوادگی و بین فردی میانشان ایجاد شده است.
این کتاب به دلیلِ سقوط وال‌استریت در سال ۱۹۲۹ فروش چندان خوبی نداشت.